# Texte à trous

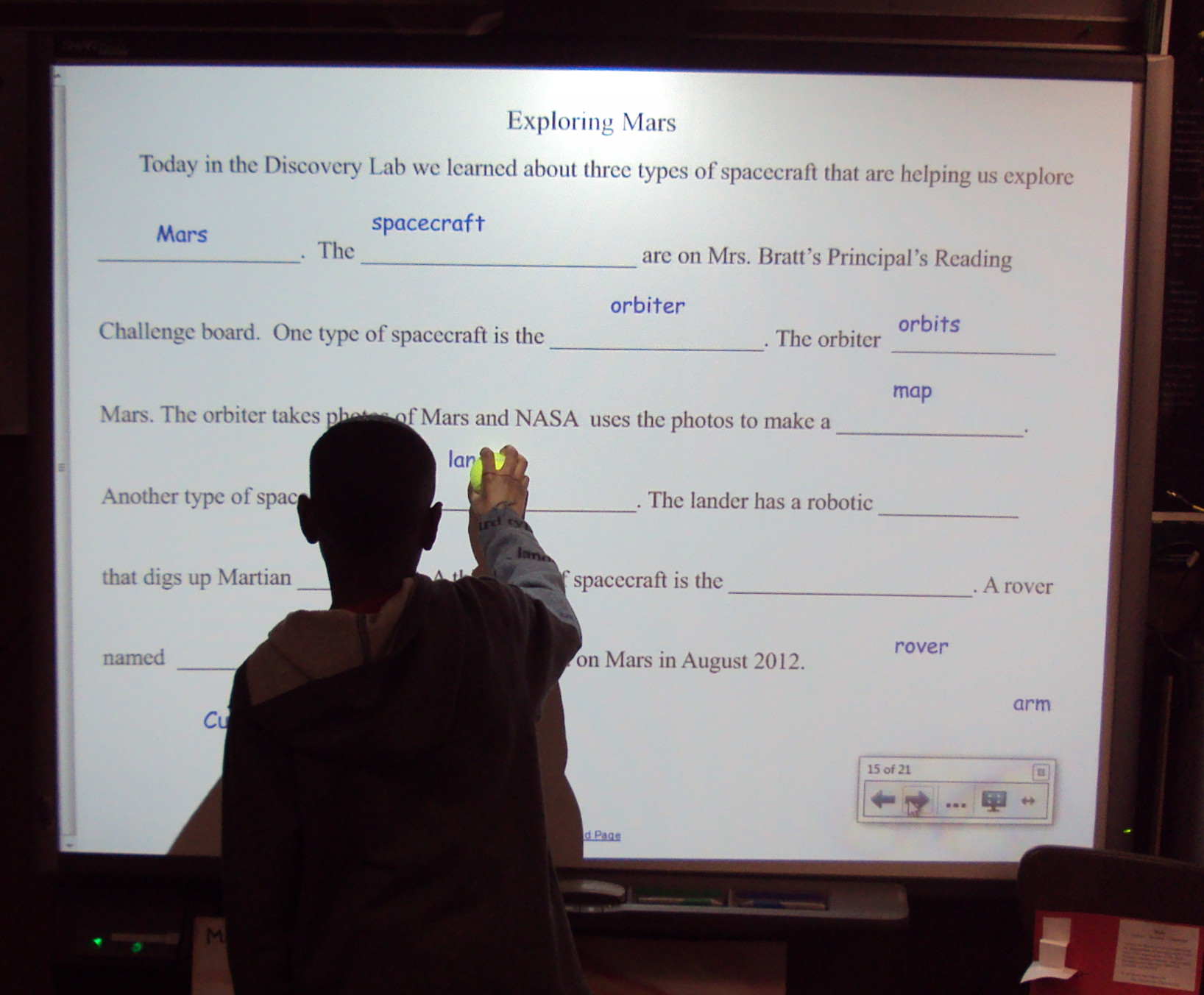
Un étudiant travaillant sur un texte à trous sur un tableau interactif.

Un texte à trous ou texte lacunaire est un exercice qui consiste en un texte où des mots manquent, les trous, qui sont à remplir. C'est un type d'exercice courant en apprentissage des langues.